# Шоул, Джон
Джон Шо́ул (англ. John Tschohl) — американский специалист в области культуры сервиса, автор книг и обучающих программ, мотивационный спикер, бизнесмен. Более 40 лет консультирует ведущие компании мира по внедрению сервисной стратегии. Окончил Университет св. Томаса в Миннесоте (1969). В 1979 году разработал первую в мире программу по обучению персонала работе с клиентами. Основатель и Президент компании Service Quality Institute, по программе которой было обучено более 2 миллионов человек в 40 странах мира. Член Национальной ассоциации профессиональных ораторов США и Общества профессионалов по работе с потребителями США.

## Достижения
- Получил звание «Сustomer Service Guru» («гуру культуры обслуживания») от авторитетного журнала «Time».
- Имеет более 40 лет успешного опыта работы по внедрению стратегии сервиса в компаниях по всему миру.
- Выступал на Петербургском международном экономическом форуме.
- Написал 6 книг о сервисе, ставшими деловыми бестселлерами.
- Создал систему партнеров компании Service Quality Institute, которая работает в 40 странах мира.
- Неоднократно приглашался в рейтинговые передачи «Good Morning America», USA Today, на каналы CNBC, PBS. Регулярно печатается в американской, российской и мировой прессе.

## Девять правил качественного сервиса Джона Шоула
1. Гордитесь собой. Относясь с пренебрежением к себе и своему труду, вы разрушаете и себя и фирму.
2. Будьте вежливы. Нет ничего проще, чем приветствовать покупателей, говорить им «спасибо» и «пожалуйста».
3. Используйте позитивную коммуникацию. Улыбайтесь. Используйте личные имена, будьте отзывчивы.
4. Исполняйте договоренности. Выполняйте свои обещания и обязанности.
5. Слушайте клиентов. Каждый клиент хочет, чтобы его выслушали и помогли решить его проблему. Проявляйте интерес к людям.
6. Изучайте компанию и её продукты. Недостаточно просто приходить на работу. Надо хорошо знать историю компании, цели, продуктовую линейку.
7. Будьте устойчивы к стрессу. Негативные факторы есть везде, надо быть к ним готовыми.
8. Будьте гибкими. Каждая ситуация особенная, одно решение вряд ли может быть универсальным.
9. Проявляйте инициативу.

## Книги
- Джон Шоул. Первоклассный сервис как конкурентное преимущество = Achieving Excellence Through Customer Service (Paperback). — М.: Альпина, 2008. — С. 338. — ISBN 978-5-9614-0769-3.
- Джон Шоул. Лояльный клиент: Как превратить разгневанного покупателя в счастливого за 60 секунд = Loyal for Life: How to Take Unhappy Customers from Hell to Heaven in 60 Seconds or Less. — М.: Альпина, 2008. — С. 114. — ISBN 978-5-9614-0806-5.

- Джон Шоул. Реальные полномочия: Самостоятельность сотрудников как ключ к успеху = Empowerment: A Way of Life. — М.: Альпина, 2011. — С. 183. — ISBN 978-5-9614-1550-6.

- John Tschohl.  = Cashing In: Make More Money, Get A Promotion, Love Your Job. — М.: Best Sellers Publishers, 1995. — С. 187. — ISBN 978-0-9636-26820.
- John Tschohl.  = e-Service : Speed, Technology and Price Built Around Service. — М.: Best Sellers Publishers, 2001. — С. 199. — ISBN 978-0-9636-26868.